# Närdinghundra landsfiskalsdistrikt
Närdinghundra landsfiskalsdistrikt var 1918-1950 ett landsfiskalsdistrikt i Stockholms län, bildat när Sveriges indelning i landsfiskalsdistrikt trädde i kraft den 1 januari 1918, enligt beslut den 7 september 1917. Distriktet upplöstes 1 juli 1950 då det sammanslogs med Väddö landsfiskalsdistrikt för att bilda Häverö landsfiskalsdistrikt.
Landsfiskalsdistriktet låg under länsstyrelsen i Stockholms län.

## Ingående områden

### Från 1918
Närdinghundra härad:
- Almunge landskommun
- Bladåkers landskommun
- Edsbro landskommun
- Faringe landskommun
- Knutby landskommun
- Ununge landskommun